# Bunte Kuh (Felsen)

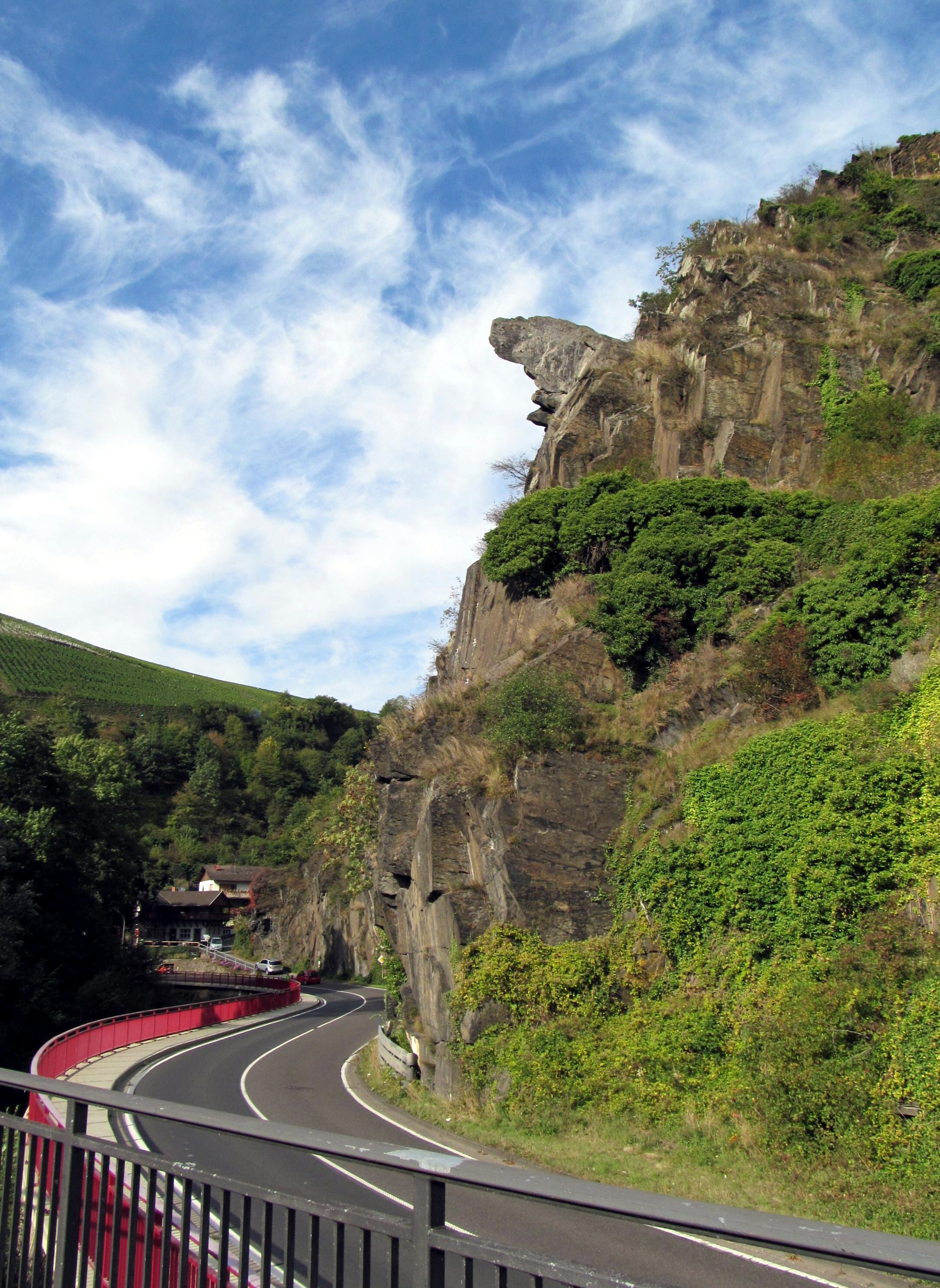
Felsvorsprung „Bunte Kuh“ (im oberen Drittel) über der B 267

Als Bunte Kuh wird ein markanter Felsvorsprung im Ahrtal bei Walporzheim in Rheinland-Pfalz bezeichnet. Er gilt als Wahrzeichen des Ahrtales und ist als Naturdenkmal geschützt.

## Beschreibung

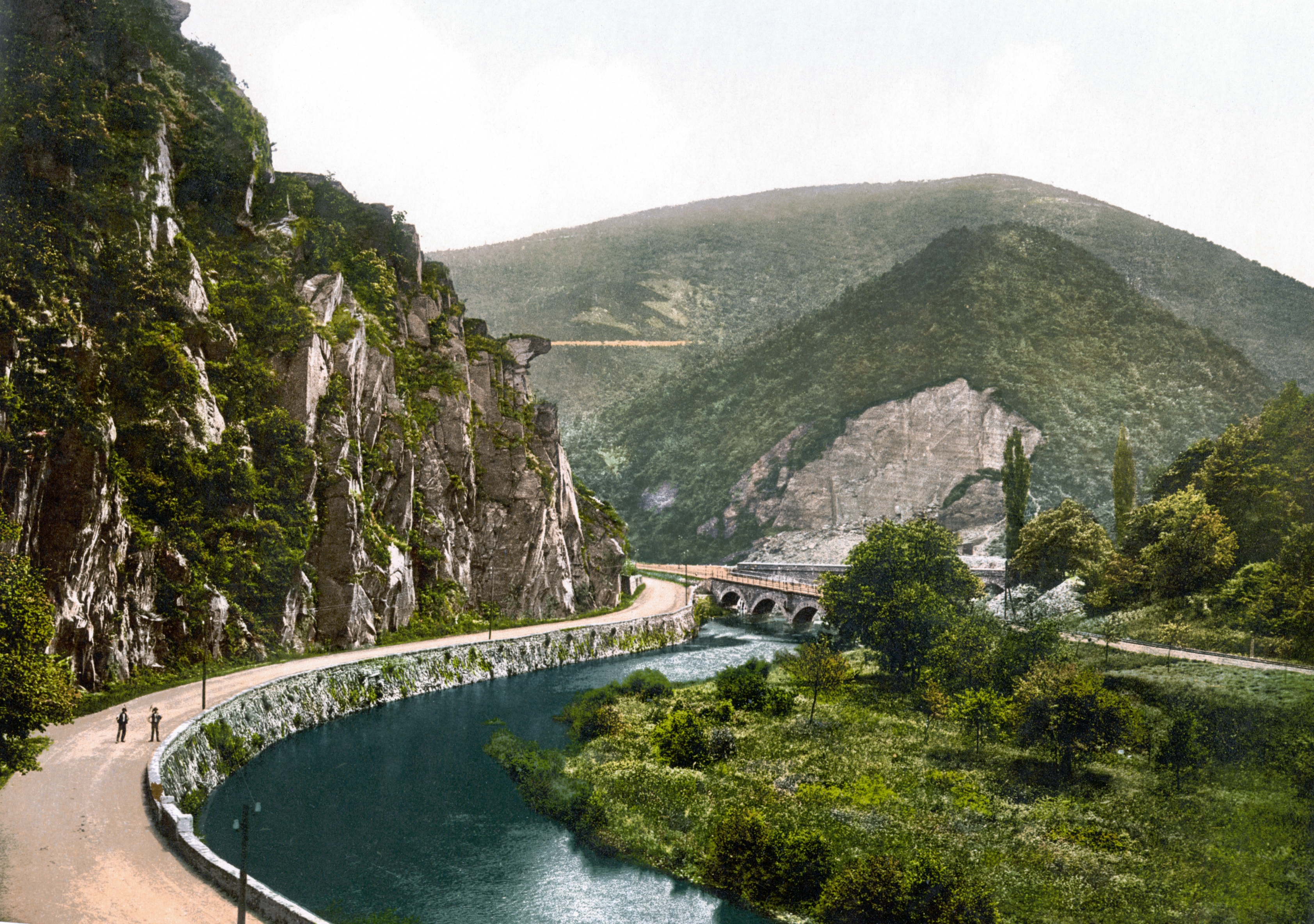
Bunte Kuh und Ahrtalbahn um 1900

Die Formation steht an der in Flussrichtung letzten felsig-engen Stelle des Ahrtales direkt oberhalb der Ortslage Walporzheim. Dort zieht sich die B 267, auf der in diesem Bereich die Ahr-Rotweinstraße verläuft, in einer Kurve um eine fast senkrechte Felswand. Aus diesem Schieferfels ragt etwa 15 Meter über der Straße eine einige Meter lange, vertikal ausgerichtete Felsplatte heraus, deren unregelmäßige Form an einen länglichen, schräg nach oben vorgestreckten Tierkopf wie ein Laut gebendes Hausrind erinnert.

## Entstehung
Obwohl die Bunte Kuh offiziell ein Naturdenkmal ist, entstand sie durch menschliches Handeln, als im 19. Jahrhundert an den engen Stellen des Ahrtals Platz für den Bau einer Straße geschaffen wurde. Bei der Sprengung dieses Felsens blieb der Vorsprung stehen.

## Name
Vor der Entstehung des Felsvorsprungs war „Bunte Kuh“ bereits der Flurname des Felsens. Die Herkunft dieses Namens ist ungeklärt. Tradiert wird eine Sage wilder, doch gottesfürchtiger Raubritter, die während eines Raubzuges an dieser Stelle ein Glöckchen hörten und in Erwartung einer Gotteserscheinung niederknieten. Als sich lediglich eine bunte Kuh blicken ließ, gerieten sie in Wut und töteten das Tier. Eine andere Erklärung besagt, dass durchziehende französische Soldaten den wohlschmeckenden Ahrwein mit «C’est bon de gout» („Das schmeckt gut“) lobten, was von den Walporzheimer Winzern als „bunte Kuh“ verstanden wurde.

## Sicherheit
Da die Felsmasse, an der die Bunte Kuh sitzt, noch „arbeitet“, wird sie regelmäßig auf Rissbildungen überwacht. 2002 kam es zu einem Felsrutsch von einigen Tonnen Gestein. Die „Kuh“ selbst und das umgebende Gestein sind bereits mit Stahlankern gesichert. Als 2003 ein kleiner Felsbrocken unterhalb der Bunten Kuh, der sich gelockert hatte, kontrolliert zu Fall gebracht werden sollte, stieß man auf ungeahnte Schwierigkeiten, da er trotz zentimeterbreiter Risse noch wesentlich fester saß als gedacht. Offenbar sind die Felsplatten an dieser Stelle fest ineinander verkeilt.